# Godzilliidae
Famille
Les Godzilliidae sont une famille de rémipèdes.

## Distribution
Les espèces de cette famille sont endémiques des Antilles. Elles se rencontrent aux Bahamas et aux îles Turques-et-Caïques.

## Liste des genres
Selon World Register of Marine Species (12 février 2014) :
- Godzilliognomus Yager, 1989
- Godzillius Schram, Yager & Emerson, 1986

## Publication originale
- Schram, Yager & Emerson, 1986 : Remipedia. Part 1. Systematics. San Diego Society of Natural History Memoirs, no 15, p. 5-60 ([ texte intégral]).